# Brammings kommun
Brammings kommun var en kommun i Ribe amt i västra Danmark. Den bildades i samband med kommunreformen 1970. Sedan 2007 ingår den i Esbjergs kommun.
Brammings kommunhus revs efter kommunsammanslagningen 2007 och radhus och hyreshus med totalt 51 lägenheter byggdes på tomten.